# 1585 na arte

## Nascimentos
| Data          | Nome               | Profissão                   | Nacionalidade                                      | Observações | Ref |
| ------------- | ------------------ | --------------------------- | -------------------------------------------------- | ----------- | --- |
| 27 de janeiro | Hendrick Avercamp  | pintor                      | Países Baixos                                      | m. 1634     |     |
| 25 de agosto  | Giovanni Biliverti | pintor maneirista e Barroco | Sacro Império Romano-Germânico (Itália - Florença) | m. 1644     |     |
| ??            | Luis Tristán       | pintor do Maneirismo        | Espanha                                            | m. 1624     |     |

## Mortes
| Data        | Nome                 | Profissão                                                        | Nacionalidade | Observações | Ref |
| ----------- | -------------------- | ---------------------------------------------------------------- | ------------- | ----------- | --- |
| 19 de junho | Francisco de Holanda | humanista, arquitecto, escultor, desenhador, iluminador e pintor | Portugal      | n. 1517     |     |